# Benzoxazool
Benzoxazool is een heterocyclische organische verbinding met als brutoformule C7H5NO. De stof komt voor als een witte tot lichtgele vaste stof, die onoplosbaar is in water.
Benzoxazool is opgebouwd uit een benzeenring die gefuseerd is met een oxazoolring. Het kent geen praktische toepassingen en wordt enkel bij onderzoek gebruikt.